# Phutthamonthon (huyện)
Phutthamonthon (tiếng Thái: พุทธมณฑล) là một huyện (amphoe) ở phía đông của tỉnh Nakhon Pathom, miền trung Thái Lan.

## Địa lý
Các huyện giáp ranh (từ phía bắc theo chiều kim đồng hồ) là Bang Len, huyệns Sai Noi, Bang Yai và Bang Kruai của tỉnh Nonthaburi, huyện Thawi Watthana của Bangkok, và Sam Phran và Nakhon Chai Si.

## Lịch sử
Tiểu huyện (King Amphoe) được lập ngày 1 tháng 4 năm 1991, khi 3 tambon đã được tách ra từ huyện Nakhon Chai Si. Đơn vị này đã được nâng cấp thành huyện ngày 5 tháng 12 năm 1996.

## Hành chính
Huyện này được chia thành 3 phó huyện (tambon), các đơn vị này lại được chia ra thành 18 làng (muban). Salaya là thị trấn (thesaban tambon) nằm trên một số khu vực của  tambon Salaya. Mỗi tambon thuộc quản lý của một tổ chức hành chính tambon.
| STT | Name        | Thai name | Villages | Population |  |
| --- | ----------- | --------- | -------- | ---------- |  |
| 1.  | Salaya      | ศาลายา    | 6        | 15.845     |  |
| 2.  | Khlong Yong | คลองโยง   | 8        | 7.157      |  |
| 3.  | Maha Sawat  | มหาสวัสดิ์   | 4        | 5.273      |  |